# Михаил Пардзулас
Михаил Папастефану Пардзулас (на гръцки: Μιχαήλ Παρτζούλλας) е гръцки учен, филолог от началото на XIX век.

## Биография
Сведенията за Пардзулас са оскъдни. Роден е около 1780 година в костурското влашко село Клисура (Влахоклисура), което тогава е в Османската империя. Брат е на архимандрит Софрониос Пардзулас, виден благодетел на училищата в Костурско. Работи в Букурещ като учител. В 1814 година издава „Френска граматика, теоретическа и практическа“ (Γραμματική Γαλλική Θεωρητική και Πρακτική). Очевидно Пардзулас е получил филологическо образование по гръцки и френски. Има близки отношения с важни политически фигури на своето време, като владетеля на Влашко Йоан Караджа и Али паша Янински. Първото издание на книгата му е финансирано от Караджа, а второто в 1815 година е посветено с много похвали на Али паша, в чийто двор Пардзулас вероятно е служил като преводач.